# Raión de Lyelchytsy
Lyelchytsy (en bielorruso: Лельчыцкі раён) es un raión o distrito de Bielorrusia, en la provincia (óblast) de Gómel.
Comprende una superficie de 3221 km². Su capital es Lélchytsy.

## Demografía
Según estimación 2010 contaba con una población total de 27 722 habitantes.

## Subdivisiones
Comprende el asentamiento de tipo urbano de Lélchytsy (la capital) y los siguientes 12 consejos rurales:
- Baravoye
- Búinavichy
- Bukcha
- Hlúshkavichy
- Dziarzhynsk
- Dubrova
- Lélchytsy
- Mílashavichy
- Símanichy
- Stadólichy
- Tónezh
- Udárnaye